# Alfred Ferdinand Juste Marie Joseph Hubert van Caubergh
Baron Alfred Ferdinand Juste Marie Joseph Hubert van Caubergh, belgijski general, * 9. januar 1891, Namur, Belgija, † 14. april 1972, Ixelles, Belgija.